# Aulacopilum luzonense
Aulacopilum luzonense là một loài rêu trong họ Erpodiaceae. Loài này được E.B. Bartram mô tả khoa học đầu tiên năm 1939.